# Always Faithfull
Always Faithful, aussi connu sous le titre Blanche Sweet in Always Faithful, est un film américain pré-Code réalisé par Alfred A. Cohn, sorti en 1929.

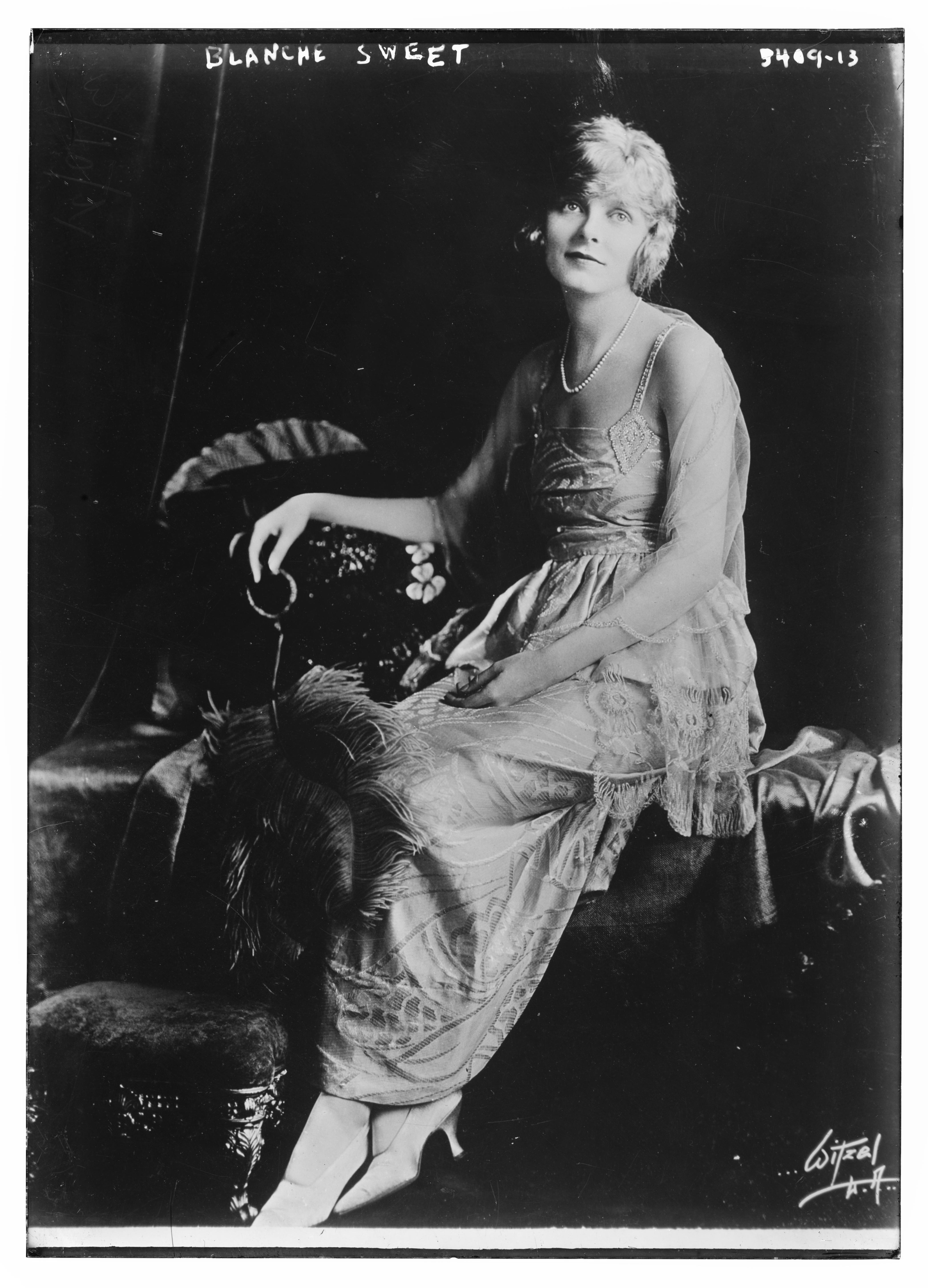
Blanche Sweet.

C'est le premier film parlant de la carrière de l'actrice Blanche Sweet.

## Synopsis
Mrs. Mason est une épouse sur le point d'être infidèle, dont le mari fait semblant de ne pas connaître ses projets.

## Fiche technique
- Réalisation : Alfred A. Cohn
- Production : The Vitaphone Corporation
- Photographie : William Rees
- Distributeur : Warner Bros.
- Durée : 10 minutes (1 bobine)[2]
- Date de sortie : 31 décembre 1929

## Distribution
- Blanche Sweet : Mrs. George W. Mason
- William B. Davidson : George W. Mason
- John Litel: Wayne
- Charles B. Middleton

## Statut du film
Une copie de film est conservée à la Bibliothèque du Congrès, qui la restaurée et présentée à la National Gallery of Art.